# Weissmieshütte
Die Weissmieshütte ist eine Schutzhütte der Sektion Olten des SAC an der Westseite des Lagginhorns im Wallis. Gemeinsam mit der direkt nebenan stehenden alten Hütte wird auch von Weissmieshütten gesprochen.
1894 wurde die alte Weissmieshütte als Hotel Weissmies errichtet, das 1924 von der Sektion Olten des SAC erworben und mit 50 Schlafplätzen betrieben wurde. 1960 wurde direkt daneben eine neue Hütte errichtet.
Die Hütten werden im Sommer für die Bergsteiger betrieben und im Winter ist in der neuen Hütte für die Skifahrer Betrieb.
Talort ist Saas-Grund. Der Zustieg zur Hütte kann durch eine Seilbahnfahrt von Saas Grund bis zur Station Kreuzboden (rund 2400 m ü. M.) oder Hohsaas (3141 m) erheblich verkürzt werden, Schwierigkeit T2.
Die Weissmieshütte ist Stützpunkt für den Zustieg auf das Fletschhorn, das Lagginhorn und das Weissmies über den Triftgletscher sowie das Jegihorn und den Jegigrat.
Von der Hütte hat man einen wunderbaren Ausblick auf die Bergkette von Saas-Fee.